# Win the Race
Win the Race ist ein Lied des deutschen Musik-Duos Modern Talking. Es wurde im Februar 2001 als erste Single des zehnten Albums America veröffentlicht. Win the Race, veröffentlicht in Deutschland und anderen Europäischen Länder am 26. Februar 2001, wurde von Dieter Bohlen komponiert und wurde die Titelmelodie der deutschen Formel 1.

## Auflistung der Versionen
CD-Maxi Hansa 74321 84311 2 (BMG) / EAN 0743218431128 26. Februar 2001
1. Win The Race (Radio Edition) – 3:35
2. Win The Race (Instrumental Version) – 3:39
3. Win The Race (Scooter Remix) – 4:43
4. Cinderella Girl – 3:34
5. Cinderella Girl (Instrumental Version) – 3:34

## Chartplatzierungen
Die Single erreichte am 26. März 2001, genau einen Monat nach ihrer Veröffentlichung, mit Platz 5 in den deutschen Charts ihren Höhepunkt. Während die Single in Deutschland erfolgreich genug war, 13 Wochen in den Charts zu bleiben, schaffte sie es nur auf den 14. Platz in Österreich. Zwischenzeitlich erreichte das Lied die Top 40 in der Schweiz und in Schweden.
| ChartsChartplatzierungen | Höchstplatzierung | Wochen |
| ------------------------ | ----------------- | ------ |
| Deutschland (GfK)        | 5 (13 Wo.)        | 13     |
| Österreich (Ö3)          | 14 (13 Wo.)       | 13     |
| Schweiz (IFPI)           | 31 (10 Wo.)       | 10     |